# 633 pr. n. št.

## Smrti
- Fraort - drugi kralj Medijskega cesarstva (* ni znano)